# スペイン外人部隊
スペイン外人部隊（Legión Española）は、1920年にスペイン陸軍内に創設された外人部隊である。

## 概要
スペイン外人部隊は1920年にフランス外人部隊に倣ってモロッコにて創設された。同部隊は陸軍参謀総長の直接の指揮下にあり、スペイン陸軍の中でも精鋭で知られた存在であった。1987年までに連続して再編制された結果、外人部隊は総員6,500人にまで縮小された。隊員はすべて志願兵からなり、かつ他部隊よりも職業軍人の員数を多めにするよう配慮された。非スペイン系の隊員（その構成比は全体の10%を上回ることはなかった）の補充は1986年にいったん終了した。すでに在籍していた外国籍の隊員はそのまま残留となる。外国籍隊員のうち最も多いのはキューバ人であった。
2000年代に入って徴兵制度が廃止されると、スペイン外人部隊は再び外国籍隊員の入隊を許可した。
スペイン外人部隊は4個のテルシオを基幹単位とし、部隊規模は連隊と旅団の中間にあたる単位である。テルシオの長は大佐が指定された。第1テルシオと第2テルシオは、メリリャとセウタ（北アフリカ）の駐屯軍の主力を構成した。各隊は自動車化大隊が削減されたのち、1個自動車化大隊、1個機械化大隊、対戦車中隊及び本部中隊からなる編制となった。
第3テルシオ（カナリア諸島）は、2個機械化歩兵大隊と本部中隊からなる。第4テルシオは、マラガの近郊に駐屯しており、外人部隊本部で全般支援から戦闘部隊まで多様な部隊からなる。
国防省は完全に志願兵からなる緊急配備部隊の創設を計画しており、スペイン外人部隊、落下傘旅団、空中機動旅団と海兵隊を含むこの部隊は命令下達後12時間で世界の紛争地帯に投入できるようになるという。
現在のスペイン海軍・空軍は十分な数の輸送機と輸送艦船を保有していないため、その能力が制限される原因となっている。

## 歴史

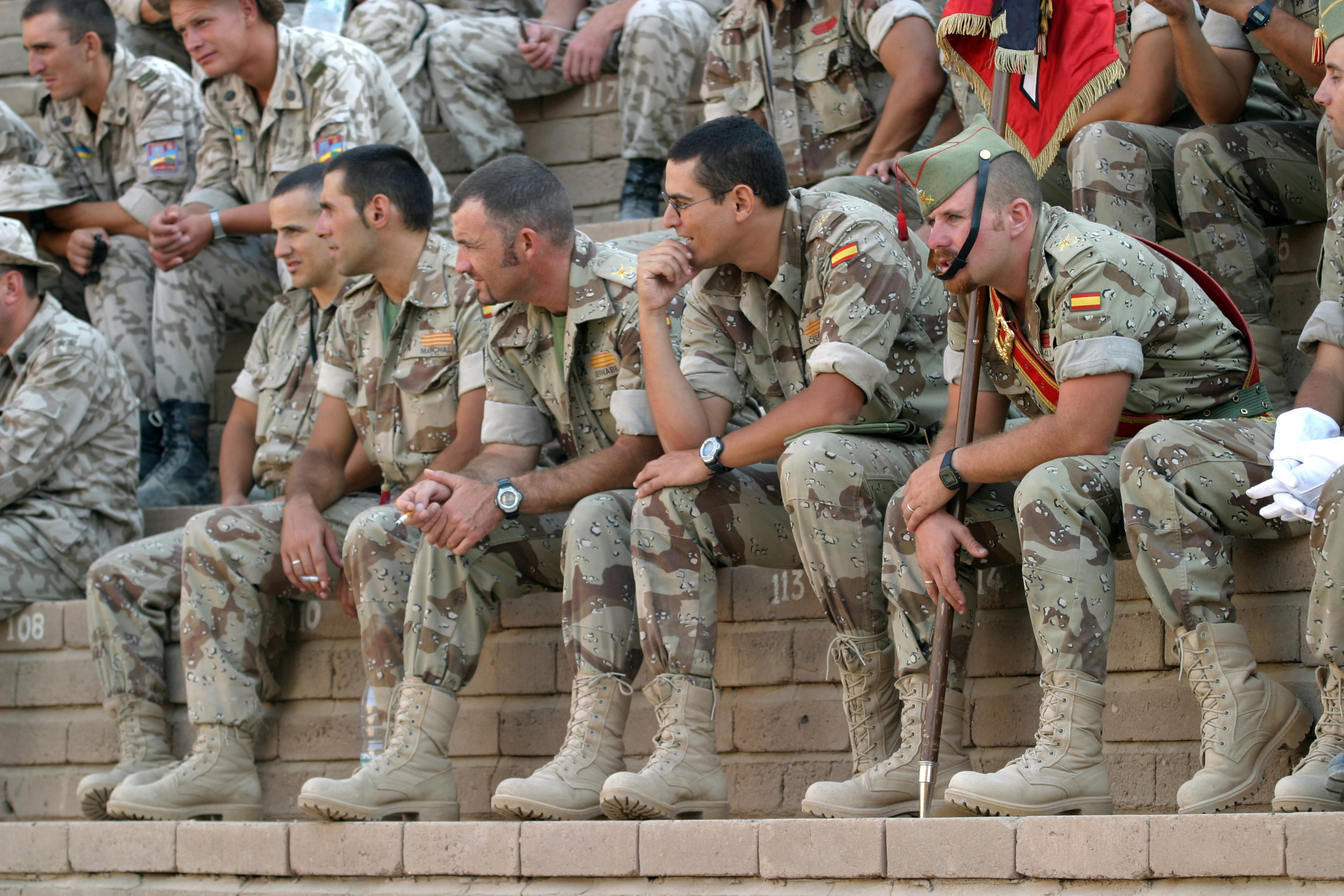
迷彩服を着用したイラク派遣隊員。左奥はウクライナ軍兵士。

1920年の第3次リーフ戦争で初めて投入され、1936年に始まったスペイン内戦ではフランシスコ・フランコのような反乱側のために戦った。
第二次世界大戦後はモロッコの植民地紛争や西サハラ問題での紛争に投入された。1991年のユーゴスラビア紛争では平和安定化部隊に参加し、アメリカ同時多発テロ事件以降の アフガニスタン紛争、イラク戦争でも多国籍軍に参加した。
近年では国際連合レバノン暫定駐留軍や対ISIL作戦に参加している。

## 部隊編成

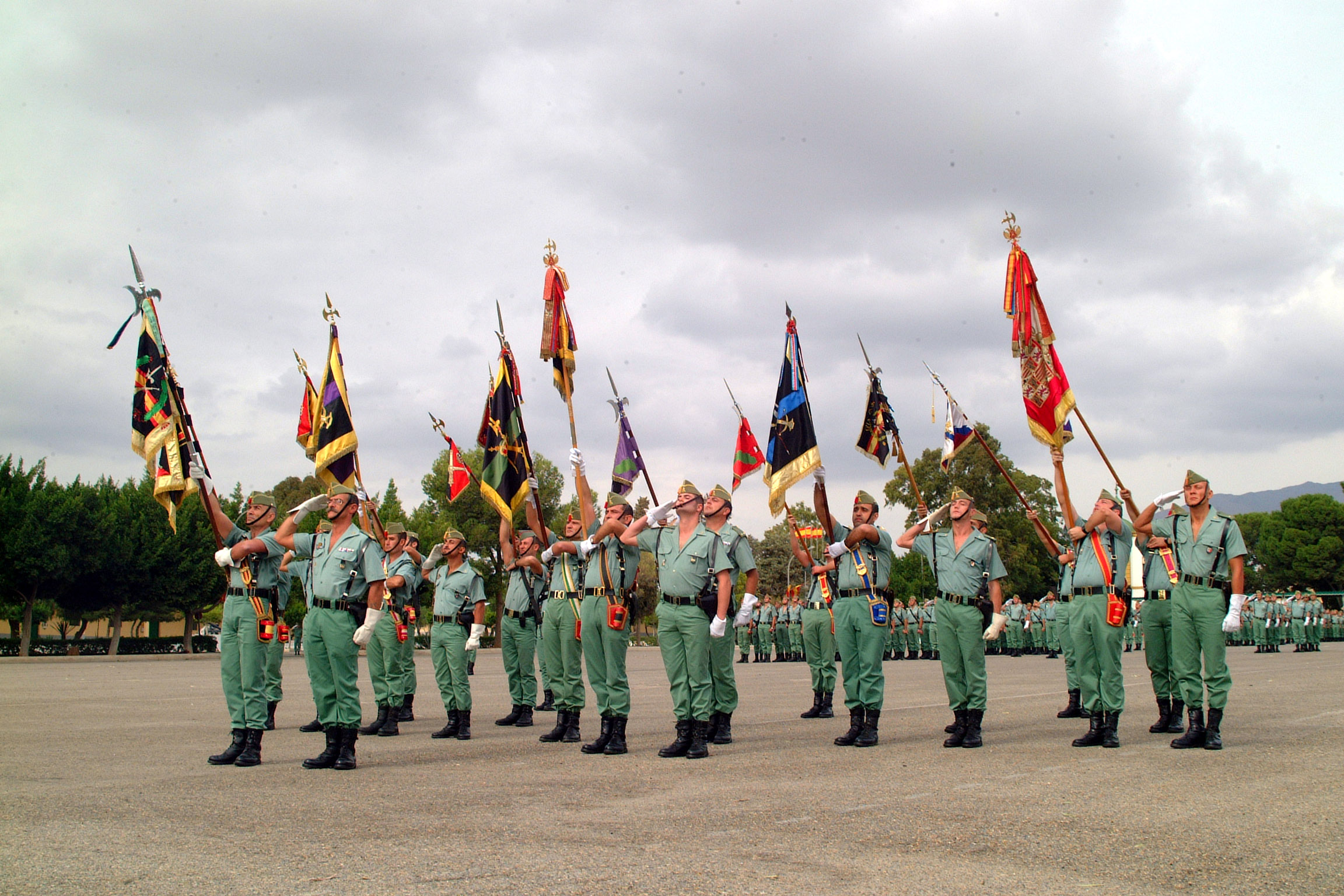
スペイン外人部隊隷下の隊旗を掲げる兵士

- 第2外人旅団（スペイン陸軍）「レイ・アルフォンソ」 - ビアトール
  - 第2外人旅団本部大隊（スペイン陸軍）
    - 第3テルシオ（スペイン陸軍）「ドン・フアン・デ・アウストリア」
      - 第7バンデーラ（スペイン陸軍装輪装甲歩兵大隊）「バレンスエラ」
      - 第8バンデーラ（スペイン陸軍装輪装甲歩兵大隊）「コロン」

    - 第4テルシオ（スペイン陸軍）「アレハンドロ・ファルネシオ」 - ロンダ）
      - 第10バンデーラ（スペイン陸軍空中機動歩兵大隊）「ミジャン・アストライ」

    - 外人偵察大隊（スペイン陸軍）
    - 外人砲兵大隊（スペイン陸軍）
    - 外人工兵大隊（スペイン陸軍）
    - 外人後方支援群（スペイン陸軍）
    - 外人通信中隊

第2外人旅団以外の指揮下
- 第1テルシオ(スペイン陸軍)「グラン・カピタン」
  - 第1バンデーラ（スペイン陸軍装輪装甲歩兵大隊）「コマンダンテ・フランコ」
- 第2テルシオ(スペイン陸軍)「デュケ・デ・アルバ」
  - 第4バンデーラ（スペイン陸軍装輪装甲歩兵大隊）「クリスト・デ・レパント」

### 特殊部隊
- 第19特殊作戦集団「マデラル・オレアガ」

旧名、外人特殊作戦バンデーラ。2002年より特殊作戦集団の一部となり、外人部隊以外の兵士も配属されている。

## 装備

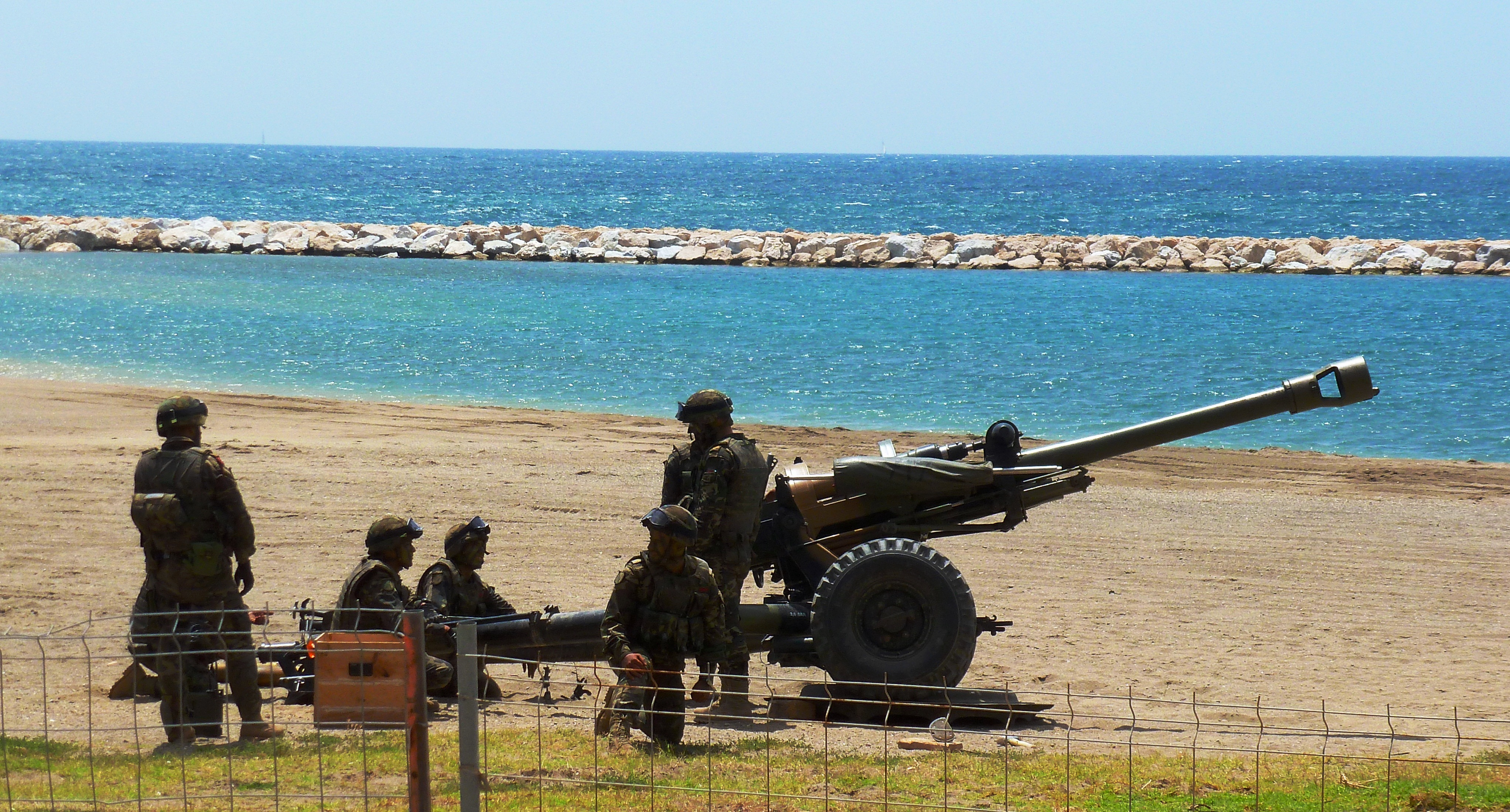
一般公開イベントで榴弾砲を操作する隊員

装備品はスペイン陸軍のものに準ずる。
火砲
- L118 105mm榴弾砲

車両
- チェンタウロ戦闘偵察車
- BMR装甲兵員輸送車
- VEC装甲偵察車
- RG-31
- VAMTAC
- イヴェコ LMV

銃火器
- ブローニングM2重機関銃
- ラインメタルMG3
- H&K MG4
- セトメ・ライフル
- H&K G36
- H&K AG36
- H&K USP

## 伝統と文化

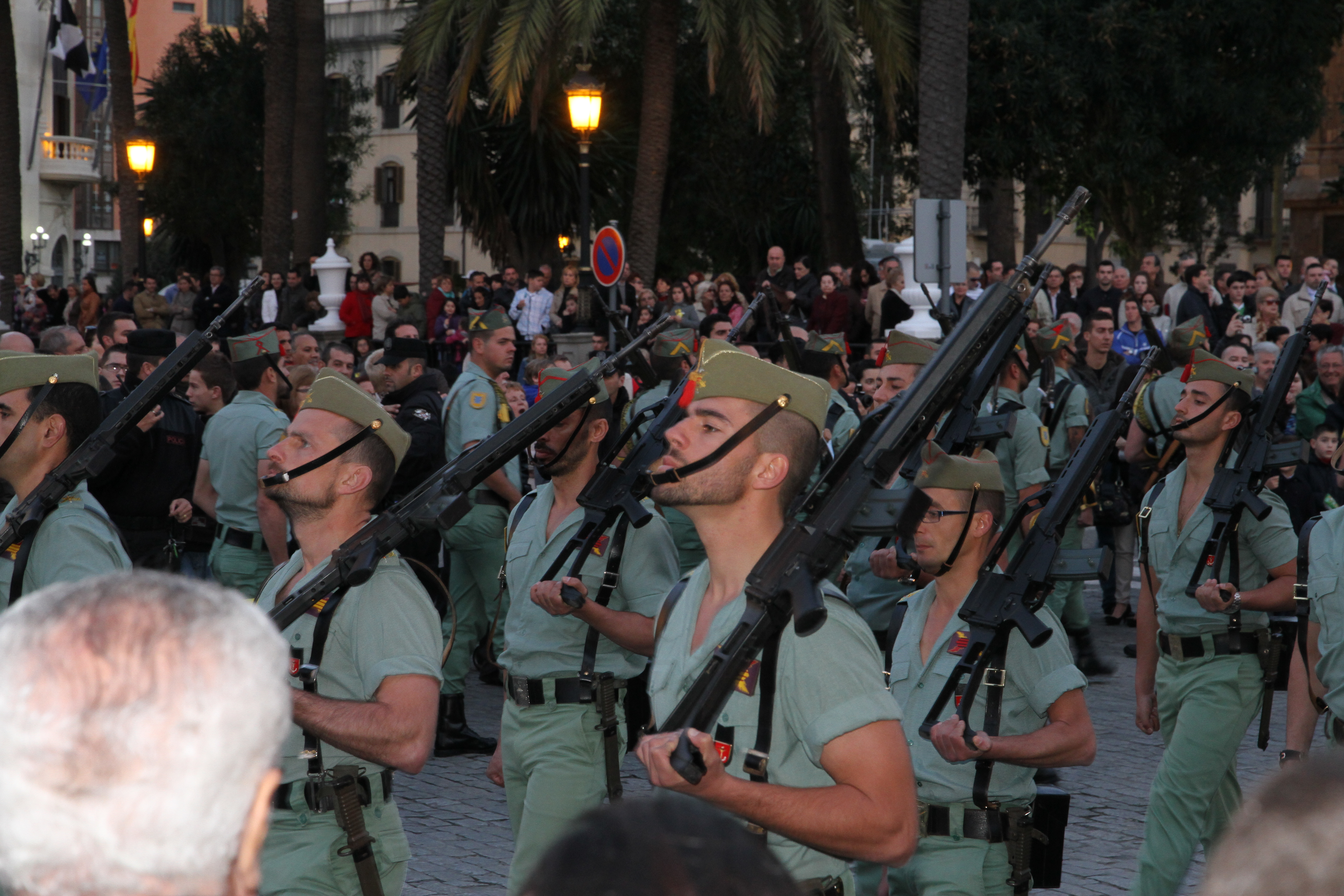
聖火曜日祭での行進を行う隊員たち。

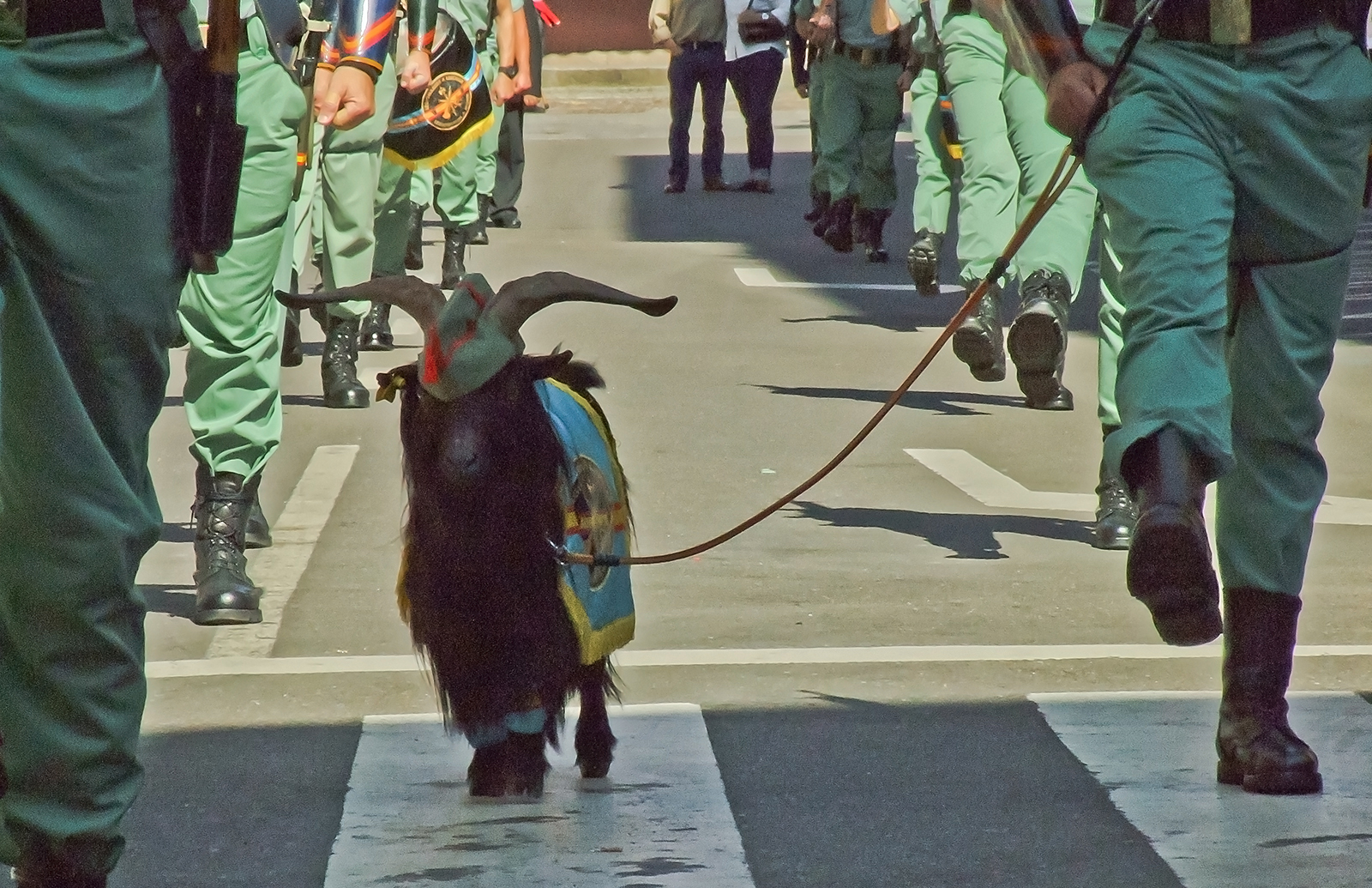
グースステップの緩歩行進を行う外人部隊に同行するマスコットのヤギ

- 外人部隊の将兵は、男性は Caballero Legionario、女性ならDama Legionariaと呼ばれる。意味はいずれも「外人部隊兵殿」。
- 外人部隊の隊歌は "El novio de la muerte"。意味は「死の花婿」あるいは「死の友」。
- 助けを求める戦友を決して見捨てず、また味方の死者を必ず回収することを伝統とする。
- 外人部隊将兵のトレードマークはひげ、パイピングと房飾りの付いたゴリーリョまたはチャピリと呼ばれるカーキ色のギャリソンキャップ、灰緑色の防暑シャツとストレートズボン。この開襟シャツは礼装として着るもので、襟を大きく開いた着こなしが容認されている。戦闘服はスペイン軍と同一のものである。冬服は陸軍とは色調が違うカーキ色のジャケットに夏服と同じ灰緑色のシャツ、カーキ色のネクタイを着用する。制帽は陸軍と形状が異なる。
- パレードの際の歩調が他部隊と異なる。他部隊の速歩行進が毎分88から90歩なのに対し、外人部隊は毎分140から160歩の猛烈なテンポで激しく腕を振り上げながら小幅に進む。ラッパ隊（打楽器含む）がパレードの隊列に同行する。
- 外人部隊にはマスコットとして動物を飼う伝統がある。かつてはニワトリ、ライチョウ、オウム、犬、猿、イノシシ、バーバリーシープ、熊なども飼っていたとされる。現在のマスコットはヤギで、式典やパレードにも部隊と一緒に登場する。もともとは従軍の際の非常食としての側面もあった。
- マラガで催される受難週の祭典において、外人部隊兵たちが聖木曜日にキリストの磔刑像を担って練り歩くのが恒例となっている。